# Þorgils Gjallandi
Þorgils Gjallandi (eigentlich Jón Stefánsson, * 2. Juni 1851 in Skútustaðir; † 23. Juni 1915 auf dem Hof Litla Strönd, Gemeinde Skútustaðir) war ein isländischer Schriftsteller. Sein Werk besteht aus mehreren Erzählungen, die größtenteils verstreut veröffentlicht wurden, sowie einem Roman.

## Leben

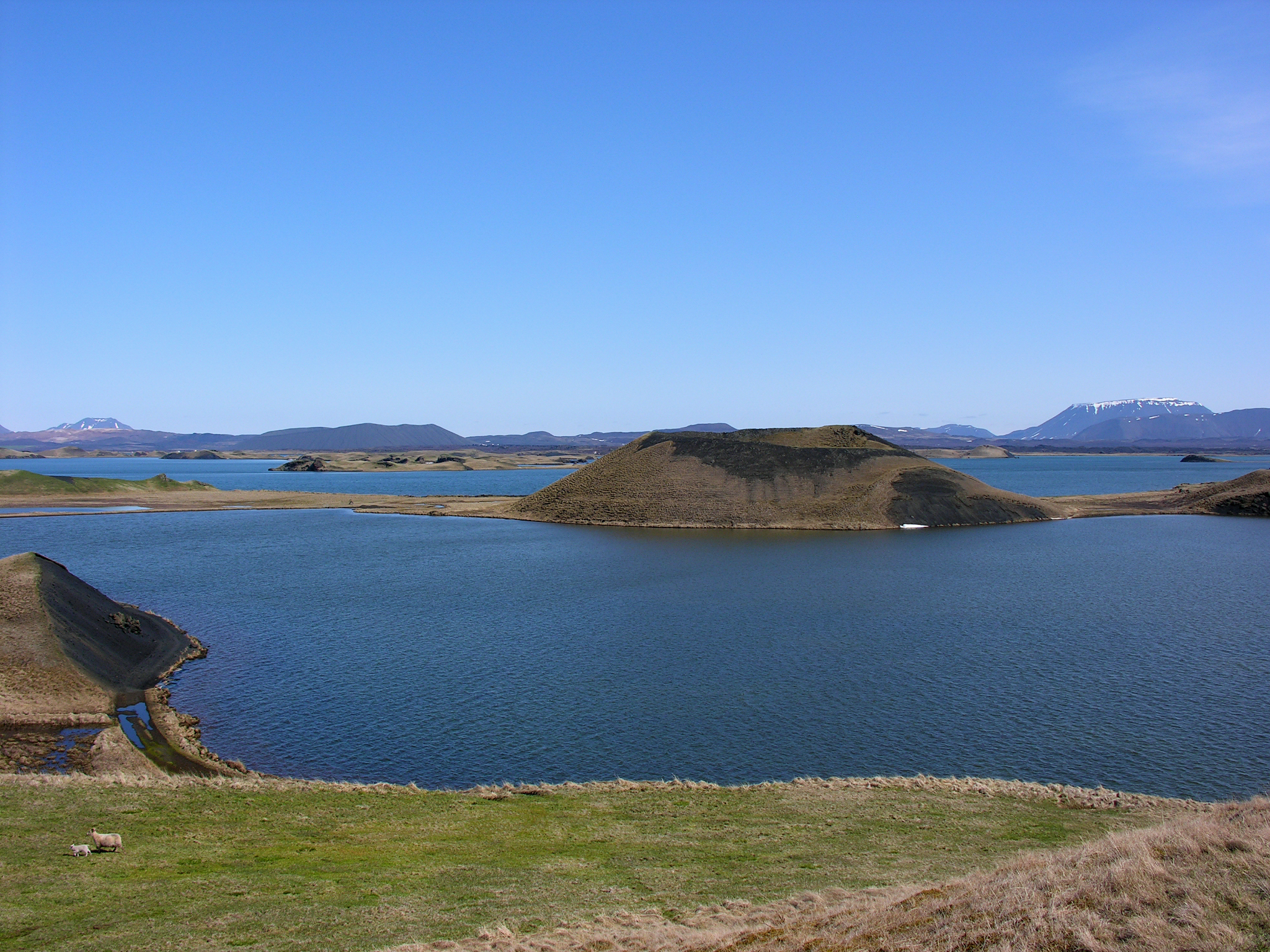
Der See Mývatn, in dessen Umgebung Þorgils Gjallandi lebte

Jón Stefánsson wuchs als Sohn eines Bauern in der Gegend um den See Mývatn auf. Er bildete sich größtenteils autodidaktisch. Nach dem Tod beider Elternteile – die Mutter starb 1860, der Vater 1868 – arbeitete er zunächst auf verschiedenen Bauernhöfen in der Umgebung. Einige Zeit lebte er bei einem Onkel, der sich für altisländische Literatur interessierte. Jón las aber auch Werke zeitgenössischer Autoren wie Jonas Lie. Er heiratete 1877 und ließ sich schließlich 1889 auf dem Hof Litla Strönd nieder, den er bewirtschaftete.
Seine schriftstellerische Karriere kam erst spät in Gang. Erste Veröffentlichungen erfolgten in den 1880er-Jahren in lokalen Zeitungen. Er wählte Þorgils Gjallandi als Pseudonym, den Namen einer Person aus der altisländischen Egilssaga. Sein erstes Buch war Ofan úr sveitum, ein Band mit drei Kurzgeschichten und einer Novelle, der 1892 erschien. Erst zehn Jahre später veröffentlichte er mit dem Roman Upp við fossa sein zweites Buch. Sowohl Ofan úr sveitum als auch Upp við fossa klagen die isländische Kirche und deren als rückständig empfundenen Standpunkte an. 1910 veröffentlichte er eine Sammlung von Tiergeschichten (Dýrasögur), die zuvor in der Zeitschrift Dýravinurinn erschienen waren.

## Werke
- Ofan úr sveitum (1892)
- Upp við fossa (1902, deutsch Oben bei den Wasserfällen, 1908)
- Dýrasögur (1910)
- Ritsafn (1945, Gesammelte Werke in 4 Bänden)